# Пирамид-Венсан
Пирамид-Венсан (итал. Piramide Vincent, фр. Pyramide Vincent, нем. Vincentpiramid) — вершина высотой 4215 метров над уровнем моря в массиве Монте-Роза в Пеннинских Альпах в Италии на границе регионов Пьемонт и Валле-д’Аоста. Первое восхождение на вершину Пирамид-Венсан совершили Иоганн Николаус Венсан (Johann Nikolaus Vincent), Йозеф Венсан (Joseph Vincent) и Жак Кастель (Jacques Castel) с двумя сопровождающими 5 августа 1819 года. В 1994 году UIAA включил Пирамид-Венсан в основной список официального перечня альпийских четырёхтысячников.

## Физико-географическая характеристика
Вершина Пирамид-Венсан расположена на территории Италии, на границе регионов Пьемонт и Валле-д’Аоста. Высота вершины составляет 4215 метров над уровнем моря. Вершина является одним из четырёхтысячников массива Монте-Роза. Относительная высота вершины Пирамид-Венсан составляет 128 метров, родительской вершиной по отношению к Пирамиду-Венсан является Шварцхорн, которая расположена примерно в 700 метрах к северу. Вершины соединены перевалом Венсан (4087 метров). В 1994 году UIAA при составлении списка горных вершин-четырёхтысячников Альп поместил Пирамид-Венсан в основной список, так как она удовлетворяла топографическому критерию. В списке UIAA она занимает 30 место по абсолютной высоте.
Вершина получила своё название в честь одного из авторов первого восхождения, Иоганна Николауса Венсана.

## История восхождений
Пирамид-Венсан стала первой покорённой вершиной массива Монте-Роза. Первое восхождение на вершину Пирамид-Венсан совершил горный инженер и владелец золотых рудников из Аланьи Иоганн Николаус Венсан с Йозефом Венсаном и двумя своими рабочими и охотником Жаком Кастелем при поиске новых месторождений золота. Они стартовали 4 августа 1819 года из Грессоне-Сен-Жан, переночевали в горах в одной из хижин, принадлежащих Венсану, и 5 августа удачно достигли вершины по юго-восточной стороне Пирамид-Венсан. В этом же году было совершено ещё два восхождения на Пирамид-Венсан.
Первое восхождение по северному хребту было совершено братьями Адольфом и Германом Шлагинтвейтами в сопровождении гида Петера Бека (нем. Peter Beck) в 1851 году.

## Маршруты восхождений
Самый простой маршрут на вершину проходит по северо-западному хребту вершины и имеет II категорию сложности по классификации UIAA. Также привлекательными для альпинистов считаются маршруты по юго-западной стене вершины (все маршруты имеют категорию сложности III+).
Маршруты по южной стене Пирамид-Венсан считаются достаточно опасными и сложными и имеют V категорию сложности.